# Baťova letecká společnost
Baťova letecká společnost byla letecká společnost v Československu v 20. a 30. letech 20. století, součást Baťových závodů. Zahájila činnost v roce 1924 a ukončena byla německou okupací v roce 1939.

## Historie

### Firemní letka Baťových závodů (1924-1928)
Koncern Baťa byl v meziválečném období známý využíváním efektivních řídících metod, které mu umožnily expandovat i v době velké hospodářské krize. Již 4. října 1924 v 17. hod. přiletělo do Zlína první letadlo v majetku firmy Baťa. Byl to lehký dvoumístný dvouplošník Albatros s motorem o výkonu 100 koní. Zřejmě šlo o německý stroj zkompletovaný po válce. Pole své působnosti do letecké sféry rozšířil Tomáš Baťa v roce 1924, kdy byly v provozu jeho tři vlastní firemní letadla (smontované Albatrosy a zakoupený Letov). Předpoklady k této činnosti se datují už od roku 1923, kdy Baťa přijal do zaměstnání pilota Jindřicha Broučka, a kdy Brouček ze součástí vyřazených letadel s dalšími dvěma piloty (Alois Stojan a Karel Renta) smontovali postupně dva dvoumístné letouny Albatros. Prvním československým, dvoumístným letounem ovšem byl poslední vyrobený Letov Š-10 (výr. č. 51), který byl imatrikulován 18.6.1926 pod značkou L-BATA (později OK-ATA). Tento letoun byl vyřazen z leteckého rejstříku 31.7.1930. Letouny Kondor/Albatros K-54/B-II měly imatrikulace L-BATI/OK-ATI od 17.8.1926 a L-BATE/OK-ATE od 19.7.1928. Oba byly vyřazeny z rejstříku k 28.1.1933. Posledním letounem zakoupeným v první etapě vývoje leteckého oddělení byl osmimístný (2 osádka, 6 cestujících) letoun Avia BH-25J imatrikulovaný 5.3.1928. Ten byl po pěti letech provozu vyřazen z rejstříku 28.2.1933.

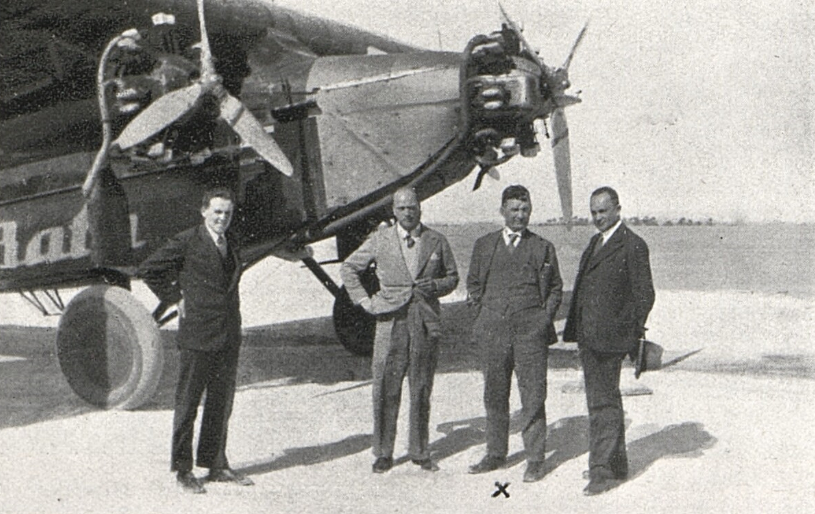
Tomáš Baťa (označen x) při cestě do Nizozemské východní Indie s letounem Avia F-VIIb-3m (Světozor, leden 1932)

Od roku 1924 firemní letadla sloužila jak k firemní propagaci, tak zároveň k dopravě osob (obchodní cesty). Začínalo se s kurýrními a reklamními lety, při kterých se například rozhazovaly letáky nad městy a uskutečňovaly se i další různé akce. Až po téměř dvou letech se začalo létat s nákupčími a obchodními zástupci. Pionýrskou dobu Baťových pilotů připomíná řadou dokumentů Josef Vaňhara. Svou základnu měla Baťova letadla v letech 1924-1928 na vlastním letišti na východním okraji Zlína v Podvesné nedaleko dnešní železniční zastávky Zlín-Podvesná a trolejbusové vozovny Dopravní společnosti Zlín-Otrokovice. Od roku 1929 bylo firemní letiště v Otrokovicích.

### Provoz na letišti v Baťově (1929-1934)
Z počátku byl letadlový park zastaralý. Prvním moderním dopravním letounem pro 4 cestující byl od roku 1929 Junkers F 13. Letoun létal s německou imatrikulací D-1608 až do osudné letecké havárie 12. července 1932, kdy na palubě tohoto stroje zahynul jak továrník Tomáš Baťa tak šéfpilot Jindřich Brouček. Od roku 1930 Baťovo dopravní letectvo používalo s imatrikulací OK-ATC licenční třímotorový desetimístný letoun Fokker F.VII, který vyráběla Avia pod označením Avia F-VIIb-3m. S tímto letounem (výr. č. 12) osazeným 3 československými motory Walter Castor (o výkonu 179–191 kW/240–260 k) vykonal Tomáš Baťa na přelomu let 1931/2 obchodní dálkový let Zlín–Batavia (Nizozemská východní Indie) a zpět do Zlína v délce 30 500 km. Po startu v Otrokovicích následovala trasa přes Benátky a Řím do jihoitalské Nicotery, přes Středozemní moře se Baťa plavil lodí, aby v Tunisu opět nasedl do letounu. Přes Syrtu, Alexandrii, Jeruzalém, Bagdád, Gwadar, Dillí se dostal do Kalkaty. Odtud pravidelnou linkou zaletěl do Batavie na Jávě a zpět. Zpáteční cesta pak vedla z Kalkaty přes Bagdád, Aleppo do Istanbulu. Do Bratislavy Baťa cestoval vlakem, odtud pak letounem do Otrokovic. Baťova cesta byla velmi mediálně sledována a informovaly o ní například i New York Times. Tento letoun v červenci 1932 havaroval a byl zrušen. 
V červnu 1931 Baťa vlastnil 10 letadel – 4 Havillandy, 4 Albatrosy a dále Fokker a Junkers. V červenci 1931 Tomáš Baťa zaslal Ministerstvu veřejných prací a také Ministerstvu vnitra žádost o zřízení firmy pod názvem Zlínská letecká akciová společnost se sídlem ve Zlíně se zaměřením na dopravu osob a zavazadel, pořádání vyhlídkových a reklamních letů, výrobu a prodej letadel, provoz letecké školy, výcvik pilotů atd. Žádosti nebylo vyhověno, přičemž zřejmě hrály roli i konkurenční zájmy. Za těchto okolností ve firmě Baťa přistoupili k výrobě bezmotorových letadel (červen 1932). V roce 1932 byl zkonstruován prototyp kluzáku Zlín – I., který se stal prvním sériovým letadlem vyráběným ve Zlíně a bylo vyrobeno 10 ks. Výroba bezmotorových letadel pokračovala ve Zlíně do listopadu 1934, kdy byly přemístěna do Otrokovic. V letech 1931–1939 byly provozovány 3 třímístné hornoplošníky de Havilland DH-80A „Puss Moth“ (OK-ATF, -ATG, -ATU) a 3 dvoumístné dvojplošníky de Havilland DH-60 (OK-ATH, -ATR, -ATT). V letech 1931–4 si společnost pořídila 3 letadla z „druhé ruky“ s motory Walter Jupiter. Od ČLS koupila dopravní letoun Avia BH-25J (OK-ABC, 1931) a od ČSA 2 Aero A-38 (OK-ACB, OK-ACC, 1933–4).
Situace s leteckým provozem a bezpečností provozu se zlepšila pověřením vojenského pilota Františka Klepše dočasným řízením oddělení od února 1933 do ledna 1934. Klepš vypracoval podrobné bezpečnostní předpisy, nařídil pravidelné technické kontroly letadel a školení personálu. Tato opatření byla reakcí na leteckou havárii stroje Junkers F 13 (D-1608, výr. č. 2037) v majetku Baťovy letecké společnosti 12. července 1932 v Otrokovicích, při níž zahynul šéfpilot Jindřich Brouček a majitel firmy Tomáš Baťa. Její příčinou byla srážka se zemí v důsledku ztráty orientace v mlze. Právě od února 1933, kdy začal ve společnosti pracovat František Klepš a společnost již vedl Jan Antonín Baťa, společnost začala nakupovat šestimístné (1+5), jednomotorové dopravní letouny Aero A-35 se zvětšenými nádržemi na palivo a československými hvězdicovými motory Walter Castor II (o nominálním výkonu 191 kW/260 k), kterých postupně bylo pořízeno do dubna 1934 pět. Létaly s imatrikulacemi OK-ATD, -ATK, -ATN, -ATX, -ATZ a tři z nich byly provozovány až do zastavení letového provozu po okupaci v roce 1939. Nalétaly u společnosti tisíce hodin, převezly mnoho cestujících i nákladu a stejně jako u ČSA patřily v té době k „páteři“ podnikové letecké dopravy. Z domovského letiště Otrokovice se nejčastěji létalo do Prahy-Kbel, ale také do Bratislavy, do Vukovaru přes Záhřeb, do Berlína i do Španělska. Poslední tři letouny byly v roce 1939 po okupaci zabaveny Německem a přelétnuty na leteckou základnu Fliegerhorst Sagan-Küpper (nyní polský Żagań-Tomaszowo).

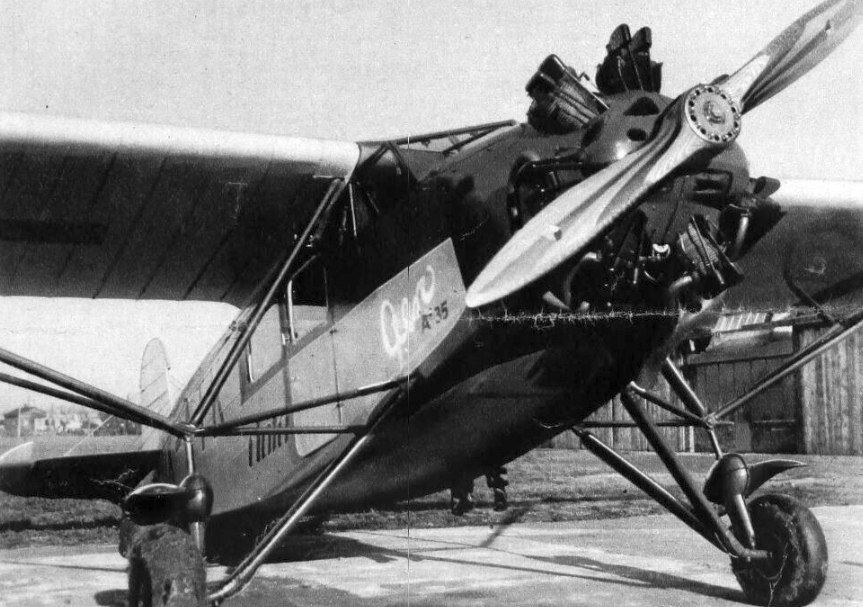
Aero A-35 (OK-ATK) s motorem Castor II u Baťovy letecké a.s. (Letec, březen 1933)

### Zlínská letecká akciová společnost (1934-1939)

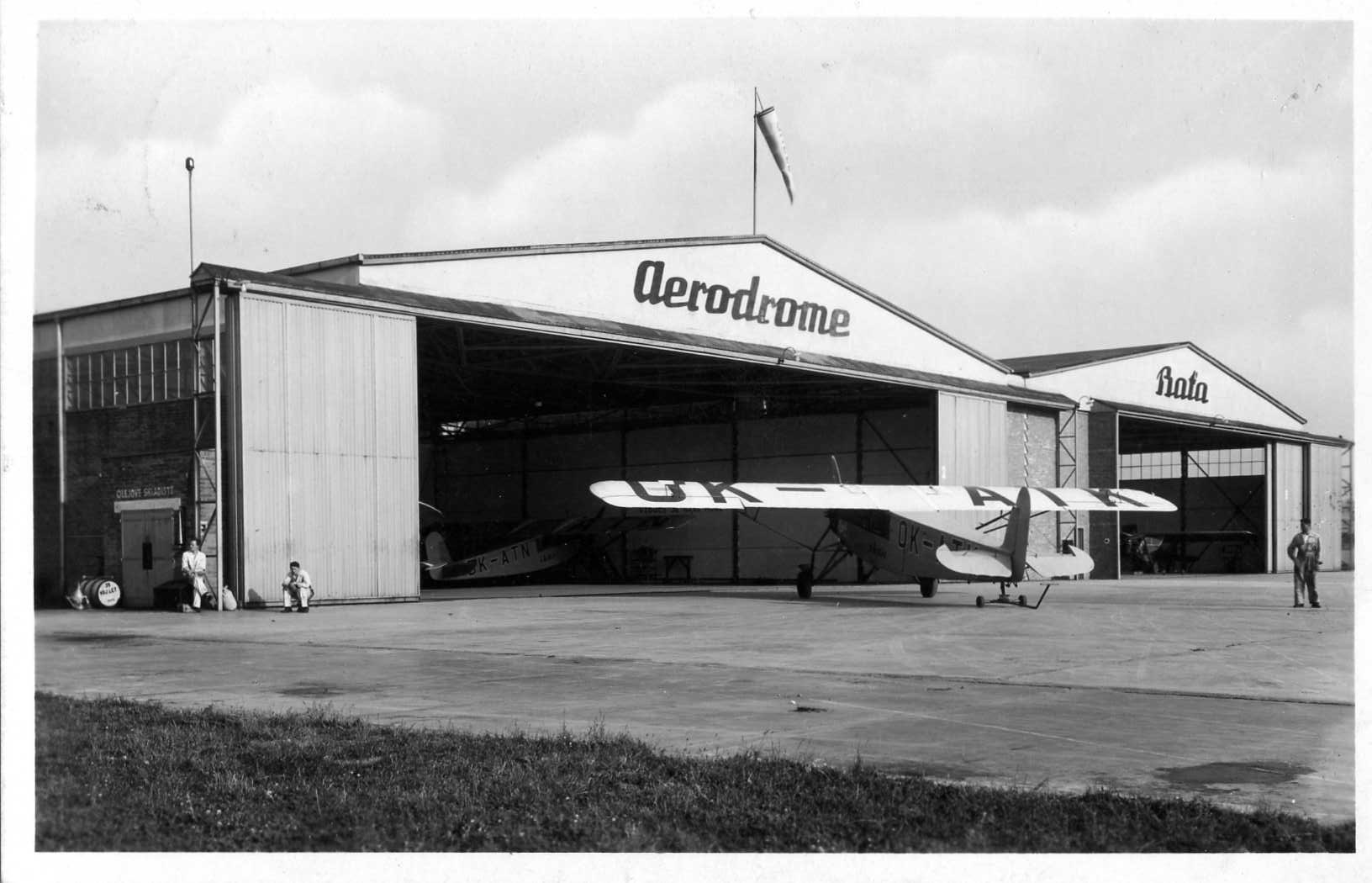
Aero A-35 na Baťa Aerodrome, Letiště Baťov (Otrokovice), 1938

V červenci 1934 firma Baťa podala novou žádost o založení vlastní letecké firmy. Té, již bylo příslušnými ministerstvy vyhověno, v srpnu se konala ustavující valná hromada a v obchodním rejstříku byla společnost Zlínská letecká akc. spol. zaregistrována 18. září 1934 s povolením provozovat dopravu osob. Od července 1935 k tomu přibylo povolení o výrobu a opravu letadel a motorů. V roce 1934 byla založena v Otrokovicích Zlínská letecká společnost, a. s. (ZLAS, pozdější Moravan Otrokovice, současný ZLIN Aircraft). Jejím hlavním akcionářem se stala zlínská firma Baťa. Podnik začal výrobou nejdříve bezmotorových, posléze motorových kluzáků a letadel. Záhy se výroba rozšířila na sportovní, zemědělské a cvičné letouny. Ty nesly značku Zlín, z nichž nejznámějším byl stroj Z-XII. Prototyp Zlín XII byl zalétnut v dubnu 1935, imatrikulován v srpnu 1935, sériově vyráběn od roku 1936 (201 ks). Zlín 212 byl vyráběn v letech 1937-39 (51 ks). Do roku 1939 bylo vyrobeno 257 motorových letadel. U stavby letadel firmy Baťa stálo postupně několik nadaných konstruktérů – Jan Kryšpín (1933), František Oskar Mayer (1934), Jaroslav Lonek (1934-1938). Ti od firmy však předčasně odcházeli, protože naráželi na potíže pramenící ze zásahů Jana A. Bati do technické problematiky.
V červenci 1934 byly pořízeny a 29.7.1934 zapsány do leteckého rejstříku dva britské dopravní letouny Spartan Cruiser II (výr. č. 8 a 9) pro 6 cestujících a 2 členy posádky. S československou imatrikulací OK-ATQ (motor de Havilland Gipsy III o výkonu 81–88 kW/110–120 k) a OK-ATM (motor Walter Major 4 o výkonu 88–96 kW/120–130 k) létaly pět roků do března 1939.
V roce 1935 byl šéfpilot Jan Šerhant vyslán na studijní cestu po USA, aby přinesl podněty pro modernizaci společnosti. Po jeho doporučení J. A. Baťa zakoupil moderní dvoumotorové letadlo Lockheed L-10A Electra (OK-CTA), které bylo dopraveno do Československa v říjnu 1936. V rámci rozvoje společnosti uskutečnil tímto letounem Jan Antonín Baťa se spolupracovníky cestu kolem světa, na které kontroloval stávající pobočky, hledal nové dodavatele i uzavíral nové kontrakty. Z baťovského letiště v Otrokovicích odlétli 6. ledna 1937. Cesta vedla přes Rakousko, Itálii, Tunisko, Libyi, Egypt, Britské mandátní území, Libanon, Irák, Persii, Indii, Barmu, Thajsko, Nizozemskou východní Indii, Singapur, Malajsii, Francouzskou Indočínu, Hongkong, Čínu, Japonsko, Havajské ostrovy, USA, Francii a Německo zpět do Československa. Přes oceány se výprava plavila lodí. Z celkových 54 000 km bylo letadlem vykonáno 24 656 km (havarovaný letoun byl z Chicaga poslán na opravu v USA a zpět do Zlína pak byl dopraven v listopadu 1937). Celá výprava přistála tak, aby návrat mohl být oslavován při prvomájové slavnosti roku 1937. V květnu 1937 bylo zakoupeno další letadlo tohoto typu (OK-CTB), které se do roku 1939 podílelo na dopravě v Československu.
Spolu s leteckými cestami Tomáše a Jana A. Bati vykonali pracovníci firmy Baťa v letech 1931-1938 dalších šest mezikontinentálních obchodních leteckých cest, z nichž nejdelší z Otrokovic do indočínského Saigonu a zpět roku 1938 měřila 40 000 km.

### Zánik
Slibný potenciál modernizované flotily se zastoupením nových dopravních letadel, kterými disponovala společnost od roku 1935, překazil Mnichov 1938 a následná okupace českých zemí. V roce 1939 měla firma 15 obchodních letadel se sedmdesáti místy pro cestující. Letouny byly vymazány z leteckého rejstříku v březnu 1939. Letouny Spartan Cruiser byly po okupaci zabaveny Němci, došlo ihned k demontáži jejich vrtulí a o něco později se na nich objevily již německé registrace. Přes Brno a Prahu o pár měsíců později byly přelétnuty do Německa a zde ještě nějaký čas létaly jako kurýrní letouny u jedné dopravní letky Luftwaffe na letišti nedaleko Berlína. Poslední tři letouny Aero A-35 byly v roce 1939 po okupaci zabaveny Německem a přelétnuty na leteckou základnu Fliegerhorst Sagan-Küpper (nyní polský Żagań-Tomaszowo).

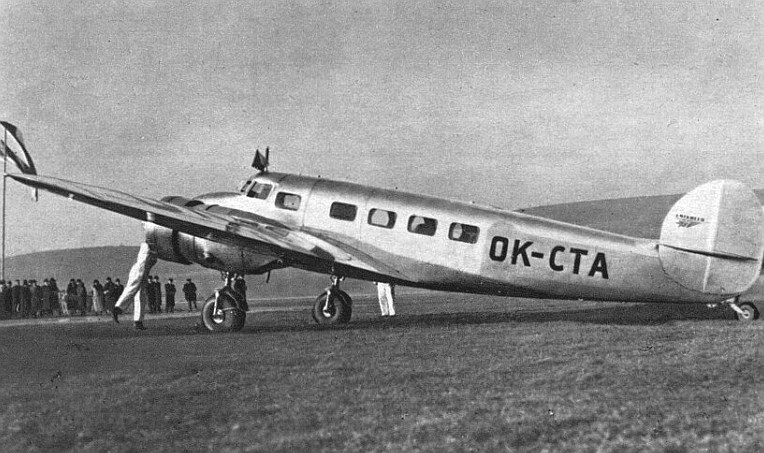
Lockheed L-10A Electra, OK-CTA (Pestrý týden, leden 1937)

Jan Antonín Baťa prohlásil při záměru zřízení podnikatelské univerzity v roce 1937: „...každý student této školy [...] musí [kromě jiného] umět pilotovat letadlo a řídit vůz, právě tak jako motocykl a pár koní“. Z uvedeného je zřejmé, že J. A. Baťa považoval angažovanost v letectví i za jistou formu velkopodnikatelské kultury a prestiže.

## Provozované letouny
Data dle
- Aero A-35, OK-ATD, -ATK, -ATN, -ATX, -ATZ (1933–1939)
- Aero A-38, OK-ACB, OK-ACC (1933–1936)
- Avia BH-22, OK-TBA (1937–1939)
- Avia BH-25J, OK-ABC (1931–1933)
- Avia F-VIIb-3m (Fokker F.VII), OK-ATC, -AFE (1930–1939)
- Cierva C.30A/Avro 671, OK-ATS (1934–1937)
- de Havilland DH.60 Moth Major, OK-ATH, -ATR, -ATT (1931–1939)
- de Havilland DH.80 Puss Moth, OK-ATF, -ATG, -ATU (1931–1938)
- de Havilland DH.84 Dragon, OK-ATO (1933–1938)
- Heath LNB-4 Parasol, OK-ATV
- Junkers F 13, D-1608 (1929–1932)
- Kondor/Albatros B-II, L-BATE/OK-ATE, L-BATI/OK-ATI (1926–1933)
- Letov Š-10, L-BATA/OK-ATA (1925–1930)
- Lockheed L-10A Electra, OK-CTA, -CTB (1936–1939)
- Stinson SR-10C Reliant, OK-ATP (1933–1939)
- Spartan Cruiser, OK-ATM, -ATQ (1934–1939)
- Taylor E-2 Cub, OK-ATW